# Безбожник (Кировская область)
Безбо́жник — посёлок в Мурашинском районе Кировской области. Расположен в 134 км к северо-западу от Кирова.
Является центром Мурашинского сельского поселения.

## История
Посёлок основан в конце 20-х, начале 30-х годов XX века.

## Население
| 2010 |
| ---- |
| 2363 |

## Экономика
В посёлке расположено ОАО «Майсклес» (бывший Майский леспромхоз).

## Транспорт и связь
В посёлке находится станция Безбожник Горьковской железной дороги широкой колеи (открыта в 1932 году) и станция Кобра Кобринской узкоколейной железной дороги.
В посёлке находится одноименное сельское отделение почтовой связи (индекс 613750).